# Wilhelm Nebelung (Journalist)
Wilhelm Nebelung (* 18. September 1864 in Nordhausen am Harz; † 30. Januar 1920 ebenda) war ein deutscher Journalist und Politiker (DDP).

## Leben
Nach Besuch des Nordhäuser Gymnasiums studierte Wilhelm Nebelung Nationalökonomie in Berlin. Im Anschluss absolvierte er in Gotha eine praktische Ausbildung zum Journalisten und wurde Redakteur einer Zeitung in Hannover. Nach seinem Wehrdienst zog Nebelung 1889 wieder in seine Heimatstadt Nordhausen und wurde Redakteur des Nordhäuser Kreis- und Intelligenzblattes (später Nordhäuser Zeitung). Zwei Jahre später war er Redaktionsleiter und führte gemeinsam mit seinem Bruder Friedrich Nebelung den Verlag und die Druckerei von Theodor Müller.
Im November 1896 wurde er zum Stadtverordneten gewählt und blieb es 25 Jahre lang. Er war liberal und nach dem Ersten Weltkrieg Vorsitzender der Deutschen Demokratischen Partei (DDP) in Nordhausen. Im Januar 1919 wurde er in die verfassunggebende preußische Landesversammlung in Berlin gewählt.
Auf einer Reise nach Berlin zu den Landtagsverhandlungen zog sich Nebelung eine Lungenentzündung zu, an deren Folgen er kurz darauf starb.
Nordhausen ehrte sein Andenken durch die Umbenennung der Alleestraße in Wilhelm-Nebelung-Straße.
Wilhelm Nebelung war mit Thekla Nebelung verheiratet; sie starb 1953 in Nordhausen.